# Артур Владислав Потоцький
Артур Владислав Потоцький князь гербу«Пилява» (14 червня 1850 , Крешовиці, Королівство Галичини та Володимирії  — 26 березня 1890 , Крешовиці, Цислейтанія ) — граф, австрійський камергер з 1881, консервативний галицький політик, мальтійський лицар (в ордені з 1886), лицар честі та відданості Великого Чеського Пріорату.

## Життєпис
Син Адама Потоцького та Катажини Потоцької, брат Анджея Казимира Потоцького та Ружі Рачинської. Він був охрещений у Крешовицях та отримав такі імена: Артур Владислав Юзеф Марія Потоцький. Закінчив Школу св. Анни в Кракові, потім навчався в Парижі та Вроцлаві. Згодом вирішив перервати своє навчання на рік, щоб пройти військову службу в стрілецькому полку в Чехії.
Володів численними маєтками: Крешовиці, Сташовське, Менджехув, Біла Церква, Руда.
Здобув титул австрійського камергера та довічного члена Палати шляхти Австрії.
Як громадський діяч входив до численних громадських організацій. У 1887—1889 роках був президентом Краківського сільськогосподарського товариства. Також був президентом Краківського страхового товариства та наглядової ради, у 1887—1890 рр. — президентом Краківського товариства взаємного страхування. Заснував Товариство авансових платежів у Крешовицях.
7 липня 1877 р. одружився з Анною Розою Любомирською (померла в 1881 р.) і мав з нею 3 доньки:
- Роза Марія Потоцька,
- Софія Марія Потоцька,
- Анна Потоцька.

Причиною його смерті стала карцинома (рак) горла. Похований 29 березня 1890 року в родинному склепі Потоцьких у Крешовицях.